# Danijel Petković
Danijel Petković (Kotor, 25 de mayo de 1993) es un futbolista montenegrino que juega de portero en el F. K. Liepāja de la Virslīga. Es internacional con la selección de fútbol de Montenegro.

## Selección nacional
Petković fue internacional sub-21 con la selección de fútbol de Montenegro y, en la actualidad, es internacional absoluto desde el 26 de mayo de 2014 cuando debutó en un partido amistoso frente a la selección de fútbol de Irán.

## Clubes
| Club            | País       | Año       |
| --------------- | ---------- | --------- |
| F. K. Bokelj    | Montenegro | 2011-2014 |
| F. K. Zeta      | Montenegro | 2014-2015 |
| F. K. Lovćen    | Montenegro | 2015-2016 |
| MTK Budapest    | Hungría    | 2016-2017 |
| F. C. Lorient   | Francia    | 2017-2019 |
| Angers S. C. O. | Francia    | 2019-2022 |
| Kisvárda F. C.  | Hungría    | 2023-2024 |
| F. K. Liepāja   | Letonia    | 2024-     |